# 43751 Asam
43751 Asam è un asteroide della fascia principale. Scoperto nel 1982, presenta un'orbita caratterizzata da un semiasse maggiore pari a 2,5413980 UA e da un'eccentricità di 0,2345658, inclinata di 1,98520° rispetto all'eclittica.
Il nome fa riferimento ai fratelli Asam, artisti bavaresi del tardo barocco e primo rococò.